# Desmopressina
A desmopressina é um fármaco sintético que é análogo da vasopressina (ADH ou hormônio antidiurético) que reduz a produção de urina. Pode ser administrada por via nasal, por via intravenosa ou na forma de comprimido de uso oral ou sublingual. A indicação médica mais utilizada é no tratamento da diabetes insipidus, da enurese ou da noctúria.

## Farmacologia
A desmopressina (1-desamino-8-D-arginina vasopressina) é uma forma sintética da vasopressina (hormônio antidiurético ou ADH), um peptídeo composto de nove aminoácidos. Em comparação com a vasopressina, na desmopressina eliminou-se um grupo amino no primeiro aminoácido e modificou-se a arginina na oitava posição. Além disso, a molécula está na forma dextro e não na forma levo.

## Indicações
A desmopressina é utilizada no tratamento da enurese noturna (quando o paciente perde urina na cama). Em geral, o fármaco é prescrito na forma de acetato de desmopressina para uso oral. As crianças que tomam desmopressina apresentam 2,2 noites a menos com enurese por semana e são 4,5 vezes mais propensas a dormir sem interrupção, em comparação com o placebo
As agências reguladoras de medicamentos nos Estados Unidos proibiram o tratamento da enurese noturna com aerossóis nasais depois que dois pacientes morreram e 59 sofreram convulsões. Os pacientes estavam usando a desmopressina quando desenvolveram hiponatremia, um desequilíbrio dos níveis de sódio no corpo.

## Micções noturnas
A desmopressina é benéfica para adultos que urinam mais de duas vezes durante a noite (condição conhecida como noctúria), pois favorece a diminuição das micções durante a noite e faz com que o indivíduo tenha um sono mais reparador. Contudo, não se recomenda o seu uso em pessoas com mais de 75 anos de idade

## Transtornos da coagulação
A desmopressina pode ser utilizada para promover a liberação do fator de von Willebrand (e o consequente aumento do fator VIII secundário ao complexo vWF) em pacientes com transtornos da coagulação, tais como a doença de von Willebrand, a hemofilia A leve (deficiência do fator VIII) e a trombocitopenia. O fármaco pode ser utilizado em pacientes com uremia induzida por disfunção plaquetária. Não é eficaz no tratamento da hemofilia B (deficiência do fator IX) ou da hemofilia A grave.

## Diabetesinsipidus
A desmopressina é utilizada no tratamento do diabetes insipidus (DI) central, para substituir o ADH endógeno que não é produzido no sistema nervoso central de pacientes com esse transtorno (diminuição da produção de ADH por parte da hipófise posterior). É utilizada também na investigação diagnóstica do diabetes insipidus, com a finalidade de distinguir entre o DI central e o nefrogênico.

## Usos clínicos
- Diabetes insípida de origem na hipófise
- Desordens da coagulação sanguínea (doença de von Willebrand, hemofilia A).
- Nas crianças para prevenir micção nocturna inconsciente.
- Controlo de hemorragia de varizes esofágicas na cirrose hepática; na extração dentária; induzidas por outros fármacos (aspirina).

## Efeitos clinicamente úteis
- Aumenta a reabsorção de água e sódio nos túbulos do rim.
- Aumenta a coagulação sanguínea, é eficaz no controlo de algumas hemorragias internas inacessíveis.

## Efeitos adversos
- Cefaleia (dor de cabeça)
- Rubor facial
- Náuseas
- Hiponatremia
- Convulsões
- Vasodilatação facial (face vermelha e quente)
- Dores de cabeça
- Retenção de líquidos
- Trombose arterial.

As agências reguladoras do FDA (órgão americano de controle de alimentos e medicamentos) assinalaram que os comprimidos de desmopressina podem ser considerados seguros para o tratamento da enurese noturna, desde que o paciente esteja bem. Os pacientes devem deixar de tomar a desmopressina se desenvolverem vômitos intensos e diarreia, febre, gripe ou resfriado grave. Os pacientes também devem ser muito cautelosos ao tomarem a desmopressina em caso de clima quente ou depois de exercícios extenuantes, pois essas condições podem gerar desequilíbrio no balanço normal de água e sal do corpo humano.
Se os níveis de sódio se tornarem demasiadamente baixos (hiponatremia) – em decorrência de uma assimilação maior de água ou da redução dos níveis de sal – a pessoa pode sofrer convulsões e, em casos extremos, pode morrer

## Mecanismo de acção
Activa os receptores V2 da ADH nos túbulos renais, aumentando a absorção de água.
Aumenta a concentração sanguínea de mediadores da coagulação como os factores de von Willebrand e VIII presentes no endotélio dos vasos.
A desmopressina funciona mediante a diminuição da quantidade de água eliminada na urina. Atua no tubo coletor renal, por meio da união aos receptores V2, por translocação dos canais de aquaporina, através de vesículas citoplasmáticas da membrana apical dos tubos coletores. A presença desses canais de aquaporina no néfron distal provoca um aumento da reabsorção de água da urina, que é redistribuída passivamente do néfron para a circulação sistêmica através de canais da membrana basolateral   A desmopressina também estimula a liberação do fator de von Willebrand pelo endotélio celular, ao atuar sobre o receptor V2.
A desmopressina é degradada mais lentamente que a vasopressina recombinante e requer uma administração menos frequente. Além disso, tem pouco efeito sobre a pressão arterial, diferentemente da vasopressina, que pode causar hipertensão arterial. A vasopressina estimula a liberação de ACTH, o que aumenta indiretamente a capacidade de resposta aos receptores alfa-1 na musculatura lisa dos vasos sanguíneos, levando a um aumento do tônus vascular e da pressão arterial. A desmopressina não estimula a liberação de ACTH e, portanto, não modifica diretamente a pressão arterial.

## Administração
Spray intranasal, intravenosa, subcutânea ou oral. É muito utilizado para tratamento de hemorragias, principalmente na doença de von Willebrand.